# Chicken tikka masala

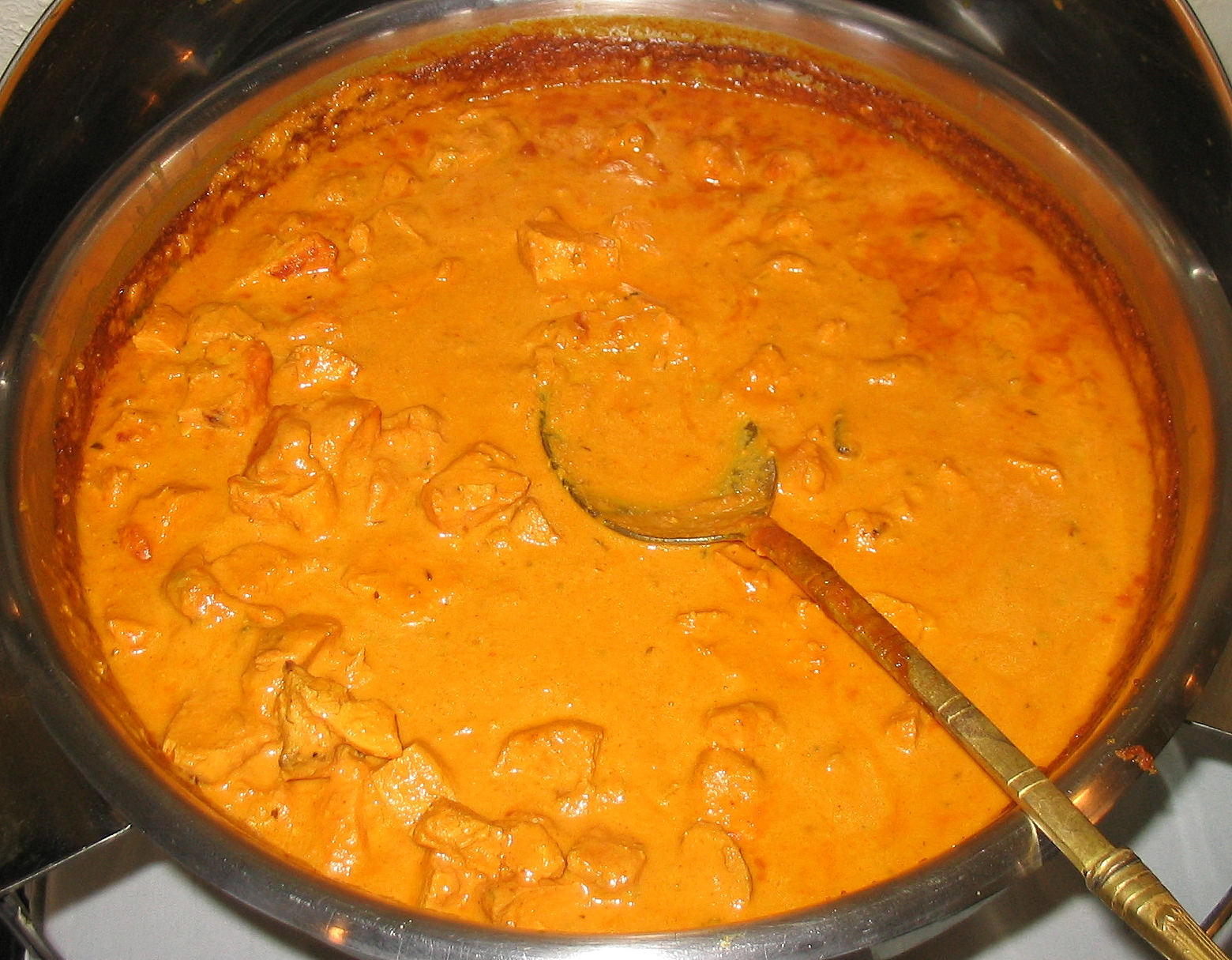
Tikka Masala.

Chicken tikka masala är en gryta inspirerad av det indiska köket, där chicken tikka kombinerats med masalasås, ett uttryck av fusion cuisine, anpassat för västerländska smakpreferenser. Rätten är även populär på indiska restauranger i Sverige och andra länder. 
Rätten består av kycklingfilébitar i en orangebrun sås som vanligen innehåller tomat, gräddfil, mosade cashewnötter, citronsaft, chili och en del milda kryddor såsom nejlika, ingefära och koriander. Detta ger en mycket speciell smak, och olika kryddstarka varianter förekommer. Kycklingen kan även bytas ut mot till exempel fisk eller paneer. Till rätten serveras i regel ris och naan-bröd. 
Ordet tikka betyder "bitar" (köttet brukar delas före tillagning), och ordet masala betyder "kryddblandning" (torr eller som pasta, t.ex. vindaloo masala) och innebär i praktiken en viss kryddmix (med en viss smak). Den finns dock i åtskilliga varianter men går oftast att känna igen som en "masala". Garam masala, Biryani masala, Chat masala och Pav Bhaji masala är blandningar anpassade för specifika rätter.
Maträtten chicken tikka masala har en omtvistad bakgrund och uppstod enligt vissa på 1970-talet i Glasgow, Skottland, hos Ahmed Aslam Ali från Punjab i Indien, som uppger att en gäst tyckte hans chicken tikka var torr, så han fick sås till och man fortsatte att servera det som en rätt. En version av historien återger ett försök att återskapa tandoorikyckling utan rätt ingredienser och andra nämner England eller Indien som ursprung. Liknande rätter under annat namn har funnits i Indien sedan lång tid, med exempel i kokboken från 1961, och har serverats i Punjab sedan 1960-talet. En stor del av rätterna i det indiska köket har starkt regional prägel och återfinns knappt i andra regioner, varför en rätt kan vara allmän utan att bli känd, så motsvarande recept kan förekomma under olika namn. Butter chicken är en snarlik, väl spridd rätt, skapad på 1950-talet i Ghaziabad i norra Indien.
Klart är att begreppet "chicken tikka masala" är betydligt modernare än både begreppen "tikka" och "masala" separat, och vann på 1970-talet snabbt popularitet för att britter gärna vill ha sås till kötträtter. Rätten anses idag vara en av Storbritanniens nationalrätter, då den är en av de vanligaste och mest omtyckta rätterna i landet. 
England var för övrigt först i Europa med indisk mat, vilket beror på att Indien var brittisk kronkoloni, med många britter som vande sig vid indisk matkultur och sedan emigrerade många indier genom samväldet till England där indiska restauranger snart blev populära. Numera finns restauranger över hela världen där rätten serveras, även på den indiska subkontinenten, speciellt till brittiska gäster.